# Ewenkische Sprache
Die ewenkische Sprache gehört zu den mandschu-tungusischen Sprachen. Sie wird in von den Ewenken (Evenki) im sibirischen Russland, einigen Regionen der Mongolei und im Nordosten der Volksrepublik China gesprochen. 

## Einstufung
Ewenkisch ist das Tungusische im engeren Sinne. Ewenkisch weist viele regionale Varianten auf. 
Von der grammatischen Struktur her ist es eine stark agglutinierende Sprache, d. h. viele Informationen, die in anderen Sprachen die Form eigenständiger Worte oder gar Satzteile bekommen, werden hier durch Vor- und Nachsilben vermittelt.
Das bekannteste ewenkische Wort im Deutschen ist Schamane.

## Sprachgeschichte
Einflüsse historischer Formen der ewenkischen Sprache haben in den letzten fünf Jahrhunderten bestimmte Besonderheiten des zu den Turksprachen gehörenden Jakutischen und Dolganischen geprägt.

## Heutige Situation
Das Verbreitungsgebiet ist größer als Europa. Jedoch sind die Ewenken vielerorts in der Minderheit, so dass sich mindestens die Hälfte im Alltag anderer Sprachen bedient und die ewenkische Sprache daher als gefährdet gilt. 
Bei der russischen Volkszählung von 2002 identifizierten sich 35.527 Personen als Ewenken, aber nur 7.580 gaben an, fließend Ewenkisch zu sprechen. Die meisten Ewenken Russlands leben im Krasnojarsker Krai. Viele Ewenken Russlands sprechen inzwischen hauptsächlich Russisch, Jakutisch oder Burjatisch.
Die jüngste chinesische Zählung ergab 30.500 Ewenken, von denen 19.000 die ewenkische Sprache beherrschten und 3.000 nur Ewenkisch konnten.  Unter den Evenki und Oroqen Chinas ist das Han-Chinesische verbreitet. Sie leben vorwiegend in der Inneren Mongolei und in der Provinz Heilongjiang. 
Die Zahl der Ewenken in der Mongolischen Republik wird auf 1.000 geschätzt, die vorwiegend in der Provinz Selenge leben.

## Ewenkisch als Schriftsprache
Ewenkisch ist traditionell eine schriftlose Sprache. Bemühungen um die Schreibung des Ewenkischen gab und gibt es als Teil staatlicher Nationalitätenpolitik, insbesondere in der Sowjetunion, in jüngerer Zeit wohl auch im Rahmen christlicher Missionsaktivitäten.

### Russland
Für die Ewenken Russlands gibt es seit Ende der 1920er Jahre eine Standardsprache. Ihre Schreibung basiert seit 1939 auf kyrillischer Schrift:
| А а | Б б | В в | Г г | Д д | Е е | Ё ё | Ж ж |
| З з | И и | Й й | К к | Л л | М м | Н н | Ӈ ӈ |
| О о | П п | Р р | С с | Т т | У у | Ф ф | Х х |
| Ц ц | Ч ч | Ш ш | Щ щ | Ъ ъ | Ы ы | Ь ь | Э э |
| Ю ю | Я я |     |     |     |     |     |     |

### China
In China verwendet man zur Schreibung des Ewenkischen entweder die mongolische oder lateinische Schrift. Bei letzterer sind die Lautbedeutungen der amtlichen Lateinorthografie für das Chinesische angelehnt, beim „Q“ für Europäer ungewohnt:
| A a /a/    | B b /b/ | C c /ts/ | D d /d/  | E e /ə/ | Ē ē /e/  | F F /f/ | G g /ɡ/        | Ḡ ḡ /ɣ/ |
| H h /x. h/ | I I /i/ | J j /dʒ/ | K k /k/  | L l /l/ | M m /m/  | N n /n/ | Ng ng /ŋ/, /ˠ/ |         |
| Ɵ ō /ɔ/    | O o /ʊ/ | P p /p/  | Q q /tʃ/ | R r /r/ | S s /s/  | T t /t/ |                |         |
| U u /u/    | V v /ɵ/ | W w /w/  | X x /ʃ/  | Y y /j/ | Z z /dz/ |         |                |         |